# Абитуриентски бал
Абитуриентският бал е празненство, което се организира по повод завършването на даден гимназиален випуск. Понякога той е предшестван от изпращане в училището, което възпитаниците напускат, и от събиране у класния ръководител. Същинската част започва в началото на вечерта, когато възпитаниците от всички класове на випуска се събират, обикновено в голям ресторант. На това събиране традиционно присъстват директорът и учителите. Обикновено завършващите училище момичета са облечени с официални бални рокли, а момчетата – с костюм и вратовръзка. През последните години облеклото става все по-освободено, но запазва различността си спрямо ежедневните дрехи „за училище и за дискотека“, като голяма част от емоцията около абитуриентския бал се състои в това да се облечеш различно и официално, за да покажеш, че става дума наистина за празник. Празникът на зрелостта и напускането на класната стая.
Абитуриентските балове са преди всичко, за да могат завършващите да направят т. нар. „прекрачване на прага“, който ги дели от ученическата скамейка от истинския неподправен живот.
Най-голямата емоция е самата подготовка за абитуриетския бал – избора на облекло, обувки, аксесоари, автомобил, придружител – и тя продължава с месеци.
В деня на бала се събира цялото семейство, роднини и приятели, за да изпратят своя абитуриент на бала. Събитието се заснема от фотограф и/или видео оператор.
Понякога абитуриентският бал се организира в друго населено място, например в близкия голям град или в някой курорт.
Подобни празници има и в други държави, САЩ, Великобритания, Ирландия, Швеция, Австралия и др.